# Ellis Auditorium
Ellis Auditorium war eine Mehrzweckhalle in Memphis, Tennessee, die für 12.000 Zuschauer konzipiert war.

## Lage
Das Ellis Auditorium befand sich im Stadtzentrum von Memphis, Tennessee, unmittelbar nördlich der Poplar Avenue, zwischen der North Front Street im Westen und der North Main Street im Osten.

## Geschichte
Das Ellis Auditorium wurde 1924 unter der Bezeichnung Memphis Auditorium and Market House mit einem Konzert des „Königs der Marschmusik“, John Philip Sousa, offiziell eröffnet.
Nach dem Tod von Robert R. Ellis – dem Präsidenten der Handelskammer von Memphis, der das Projekt entscheidend vorangetrieben hatte – im Jahr 1930 erhielt das Gebäude seinen Namen.
Im Laufe der Zeit traten weltbekannte Künstler wie der russische Komponist Rachmaninoff im Ellis Auditorium auf.
Mehrfach trat auch der in Memphis lebende Elvis Presley im Ellis Auditorium auf: zunächst bei zwei Vorstellungen am Nachmittag und Abend des 13. November 1955 sowie noch je einmal am 19. Dezember 1955 und am 15. Mai 1956. Zwei weitere Vorstellungen bestritt der inzwischen zum Weltstar herangereifte Elvis Presley am 25. Februar 1961 im Rahmen einer Wohltätigkeitsveranstaltung. Einige Jahre zuvor hatte ein zu dieser Zeit noch unbekannter Elvis Presley selbst mehrfach bei den im Ellis Auditorium ausgetragenen All Night Gospel Singings im Publikum gesessen.
Im Laufe der Zeit wurde das Auditorium nicht mehr instand gehalten und begann zu verfallen. Das letzte Konzert wurde im November 1996 von Bruce Springsteen gegeben, ehe die Mehrzweckhalle geschlossen und im Juli 1999 abgerissen wurde.
Heute befindet sich an seiner Stelle das 2003 eröffnete Memphis Convention Center & Cannon Center for the Performing Arts.
Bevor das Ellis Auditorium errichtet wurde, befand sich an seiner Stelle das 1866 eröffnete Overton Hotel, das unter anderem im Jahr 1872 den späteren Kaiser von Russland, Nikolaus I., beherbergt hatte. 1874 wurde das Objekt vom Shelby County erworben und zu einem Justizpalast umgebaut, der bis 1919 genutzt wurde. Nach seinem Abriss erfolgte der Aufbau des Auditoriums.